# Worcestershire and South Warwickshire (circonscription du Parlement européen)
Avant l’adoption uniforme de la représentation proportionnelle en 1999, le Royaume-Uni utilisait le système uninominal à un tour pour les élections européennes en Angleterre, en Écosse et au pays de Galles. Les conscriptions du Parlement européen utilisées dans ce système étaient plus petites que les circonscriptions régionales les plus récentes et ne comptaient chacune qu'un seul membre au Parlement européen.
La circonscription de Worcestershire and South Warwickshire en faisait partie.
Il s'agissait des circonscriptions électorales du Parlement de Westminster, à savoir Bromsgrove, Mid Worcestershire, Rugby and Kenilworth, South Worcestershire, Stratford-on-Avon, Warwick and Leamington et Worcester.

## Membre du Parlement européen
| Election                    | Election | Membre      | Parti        |
| --------------------------- | -------- | ----------- | ------------ |
|                             | 1994     | John Corrie | Conservateur |
| 1999 circonscription abolie |          |             |              |

## Résultats des élections
Les candidats élus sont indiqués en gras.
| Suffrages exprimés | Suffrages exprimés | Suffrages exprimés | 209 340   |             |  |  |
|                    |                    |                    |           |             |  |  |
|                    | Candidat           | Parti              | Suffrages | Pourcentage |  |  |
|                    | John Corrie        | Conservateur       | 73 573    | 35,15 %     |  |  |
|                    | Gisela Gschaider   | Labour             | 72 369    | 34,57 %     |  |  |
|                    | P.J. Larner        | Liberal Democrats  | 44 168    | 21,1 %      |  |  |
|                    | J.A. Alty          | Green              | 9 273     | 4,43 %      |  |  |
|                    | C.J. Hards         | Indépendant        | 8 447     | 4,04 %      |  |  |
|                    | J.L. Brewster      | Natural Law        | 1 510     | 0,72 %      |  |  |